# Eugène Viollet-le-Duc
Eugène Emmanuel Viollet-le-Duc (Parijs, 27 januari 1814 – Lausanne, 17 september 1879) was een Frans architect en architectuurtheoreticus.

## Werk van Viollet-le-duc
Hij werd bekend door zijn vele restauraties van middeleeuwse gebouwen, vooral kerken, die tijdens de beeldenstorm en de Franse Revolutie vernietigd of beschadigd waren. Hij was een belangrijke figuur ten tijde van de neogotiek.
In 1836 verbleef Viollet-le-Duc een tijdlang in Italië en reisde met zijn vriend Prosper Mérimée, inspecteur van de Franse Monumentenzorg, door Frankrijk. Mérimée bezorgde Viollet-le-Duc een aantal belangrijke opdrachten, waaronder de restauratie van de basiliek van Vézelay in 1839.
Viollet-le-Duc restaureerde onder meer de citadel van Carcassonne, de Sainte-Chapelle en de Notre-Dame in Parijs en de Mont Saint-Michel. Vanaf 1858 mocht Viollet-le-Duc in opdracht van keizer Napoleon III zijn droomproject verwezenlijken: de restauratie van het kasteel van Pierrefonds. Pas vijf jaar na zijn dood was de restauratie voltooid. Het kasteel is gelegen aan de rand van het Bos van Compiègne en diende als pretkasteel en als uitvalsbasis voor jachtpartijen.
Viollet-le-Duc liet heel wat geschriften na, waaronder de lange tijd belangrijke "Dictionnaire raisonné de l’architecture française du XIe au XVIe siècle".

## Betekenis
Sommige restauratieprojecten die hij uitvoerde waren nogal controversieel, omdat hij niet zozeer gebouwen probeerde te herbouwen zoals ze er historisch uitgezien hadden, maar omdat hij "historisch perfecte" gebouwen creëerde die overeenkwamen met zijn ideeën over een ideale middeleeuwse stijl. Zo voegde hij vaak elementen en details toe waarvan geen historisch bewijs bestond dat deze ooit bestaan hadden. Tegenwoordig wordt zijn restauratiemethode te vrij, te persoonlijk en te fantasierijk gevonden, maar veel monumenten waaraan hij gewerkt heeft zouden verloren zijn gegaan als hij ze niet gerestaureerd had.
In Nederland was Viollet-le-Duc een belangrijke inspiratiebron voor beeldbepalende architecten als Pierre Cuypers, die met hem bevriend was en zijn ideeën over neogotiek op die van Viollet-le-Duc baseerde, zijn leerling Evert Margry, en Hendrik Petrus Berlage, die eind 19e eeuw het rationalisme in Nederland introduceerde.
Hij inspireerde ook een aantal andere Nederlandse architecten als K.P.C. de Bazel en Willem Cornelis Bauer.
Ondanks deze aandacht voor de geschiedenis kan Viollet-le-Duc zeker ook gezien worden als een voorloper van de moderne architectuur. Hij was een van de eersten die staal toepasten. Enkele jaren later had ook de Brusselse art-nouveau-architect Victor Horta grote belangstelling voor de geschriften van Viollet-le-Duc. Verder was hij ook een voorstander van het principe dat de vorm uit de functie moest voorkomen. Hiermee is hij een van de grondleggers van het rationalisme.
Ook de Spaanse architect Gaudí was een bewonderaar van deze architect net zoals de Franse architect Le Corbusier.